# 宣慈皇后 (後周)
宣慈符皇后（933年—993年），后周世宗郭荣的第二任皇后，是节度使、魏王符彦卿之女，宣懿符皇后之妹。
生於933年。姐姐宣懿符皇后于显德三年（956年）病逝后，她成了姐夫郭荣的继室。显德六年（959年）六月初九，立为皇后。六月十九，郭荣病逝，其子郭宗训即位，尊符皇后为太后。因郭宗训年仅7岁，由符太后临朝听政，范质、王溥等主持军国大事。
显德七年（960年），殿前都点检赵匡胤发动陈桥兵变，废黜周恭帝郭宗训，是为宋太祖，建立宋朝。符太后迁西宫，号周太后。郭宗训死后她出家修道，号玉清仙师。淳化四年（993年）过世。北宋朝廷諡其曰「宣慈皇后」（後世較常用小符皇后稱之，以區別同是皇后的姐姐），後宋廷將其葬於宣懿皇后的懿陵附近，今封土已經無痕跡。

## 影視形象
浮世雙嬌傳符金盞李藝彤飾